# 2004년 하계 올림픽 아프가니스탄 선수단
2004년 하계 올림픽 아프가니스탄 선수단은 그리스 아테네에서 개최된 2004년 하계 올림픽에 참가한 올림픽 아프가니스탄 선수단이다.

## 육상

### 남자
트랙 및 도로 경기
| 선수          | 세부 종목 | 예선  | 예선 | 준준결선  | 준준결선  | 준결선    | 준결선    | 결선      | 결선      |
| 선수          | 세부 종목 | 기록  | 순위 | 기록      | 순위      | 기록      | 순위      | 기록      | 순위      |
| 마수드 아지지 | 100m      | 11.66 | 8    | 진출 실패 | 진출 실패 | 진출 실패 | 진출 실패 | 진출 실패 | 진출 실패 |

## 참고 자료
- (영어) “Athina at the 2004 Atlanta Summer Games”. SR/Olympic Sports. 2009년 1월 21일에 원본 문서에서 보존된 문서. 2011년 10월 5일에 확인함.